# Leptopelis concolor
Leptopelis concolor là một loài ếch thuộc họ Hyperoliidae.
Loài này có ở Kenya, Somalia, và Tanzania.
Môi trường sống tự nhiên của chúng là xavan khô, xavan ẩm, đầm nước ngọt có nước theo mùa, vườn nông thôn, và rừng trước đây suy thoái nghiêm trọng.